# Asellus hilgendorfii
Asellus (Asellus) hilgendorfii là một loài chân đều trong họ Asellidae. Loài này được Bovallius miêu tả khoa học năm 1886.